# Al-Taff
Al-Taff és una regió semidesèrtica a l'oest de Kufa a la plana al·luvial de l'Eufrates. Al-Taff són els terrenys que s'aixequen pel damunt del seu entorn; aquesta denominació general es va deixar d'usar al segle xiii. A la regió es va lliurar el primer combat entre àrabs musulmans i perses. Les ciutats principals són al-Qadisiya i Karbala. Després de la mort d'al-Hussayn ibn Alí (anomenat al-maqtul bi-t-Taff) s'esmenta rarament el nom de la regió, en ser teatre de les revoltes càrmates que els autors àrabs pretenen ignorar.